# 泰國同性婚姻
泰國同性婚姻從1956年開始發展，逐步進入立法議程，2024年3月27日泰國眾議院通過同性婚姻法案，同年6月18日泰國參議院在會議上正式通過，9月24日泰國君主瑪哈·哇集拉隆功簽署後成為正式法律，並在2025年1月23日開始正式生效與施行，成為東南亞第一個、亞洲第三個承認同性婚姻的國家（前兩個國家分別是台灣和尼泊爾）。

## 背景
自從1956年起，泰國同性之間的性行為除罪化。而一般民眾及政府的公共政策對LGBT族群態度的改善大致是始於1990年代。2015年9月9日開始實施的「性別平等法」《Gender Equality Act》則給予LGBT族群有關性別認同及性傾向不受歧視的正式法律保護。 
2017年泰國向來被視為LGBT族群旅遊的天堂，其首都曼谷甚至被選為僅次於以色列特拉维夫（Tel Aviv）的亞洲最友善LGBT族群都市的第二名。

## 立法過程
自從2011年起，民間人權團體及政府單位多次試圖推動同性民事結合的各種法案，但直到2014年獲得不同黨派的共同支持後，隨即因泰國政局持續的動盪不安而全無進展。
2018年11月泰國軍政府為了獲取友善同志團體在即將到來的選舉支持，2018年11月初其司法部提出了最新版的「同性生活伴侶註冊法」《Same Sex Life Partnership Registration Bill》草案，同月12日到16日也在曼谷、清邁與普吉舉行公聽會。根據最新版的「同性生活伴侶註冊法」，伴侶關係在法律上是「民事上的結合」而不是「婚姻裡的配偶」，其法律用字是『伴侶』，同年12月25日泰國軍政府內閣批准了「同性生活伴侶註冊法」，仍待國會通過。至此，泰国成为首个提出《同性婚姻提案》的东南亚国家。。「同性生活伴侶註冊法」草案內容，同性伴侶可享有財產分配、遺產繼承等權利，預估能享有現行異性婚姻約9成的權利，不過，像是健保教育福利、公職人員的稅務減免，以及涉及家庭組成的事務如領養和人工生殖技術的權利，都不像異性戀夫妻一樣受到明文保障，所以有部分泰國同志反而擔心，隨者專法的制訂會產生同志是「二等公民」等相關的爭議。
由於泰國國會積壓且有待解決的法案不少，此「同性生活伴侶註冊法」拖到2019年3月24日全國大選日都尚未處理。由於新國會成員上台，所有的法律程序必須重新再走一輪，而這使得泰國同婚或是同性伴侶合法化的進度等於重新來過，而2019年到2023年間，同婚相關法案在國會始終無法完成三讀程序。其中包括2020年7月8日泰国内阁于通过了一项法案，允许同性伴侣进行婚姻登记，并通过《民商法典》修正案，以确保同性配偶享有与异性夫妻相同的权利。。2022年6月15日，泰國立法機關通過4項同婚法案一讀。
2023年5月14日泰國再度舉行國會眾議院選舉，新國會上台，所有程序又要重頭來過，但2023年的特別之處在於主打改革理念的新興政黨前進黨（Move Forward）成為國會第一大黨將有望組閣，前進黨的競選政見之一就是力推同婚合法化，讓爭取婚姻平權人士的士氣為之一振。2024年3月27日，泰國眾議院以400票贊成、10票反對的壓倒性票數通過同性婚姻法案。2024年6月18日，泰國參議院以130票贊成、4票反對的大比數正式通過。2024年9月24日，泰王正式御准該法案，2025年1月23日起施行。